# 国際連合パレスチナ難民救済事業機関
国際連合パレスチナ難民救済事業機関（こくさいれんごうパレスチナなんみんきゅうさいじぎょうきかん、英語: United Nations Relief and Works Agency for Palestine Refugees in the Near East、略称：UNRWA、ウンルワまたはアンルワ）
は、国際連合事業機関の一つで、約500万人のパレスチナ難民に対してパレスチナ国（ガザ地区およびヨルダン川西岸地区）、ヨルダン、レバノン、シリアで活動している。その内容は教育、社会福祉、医療を3本の柱としており、救急援助および人間開発も担っている。

## 概要
UNRWAは第一次中東戦争を受けた1949年12月8日の国際連合総会決議302 (IV) により設置された。この決議は国際連合総会決議194を補強するものでアラブ諸国、イスラエルの支持を受け反対なく（東側諸国および南アフリカ共和国は棄権）可決された。
1950年5月1日から活動を開始したが、当初想定された活動期間は3年間だった。しかしその後パレスチナ問題に進展がみられないまま、3年単位で活動期限が更新され続け現在に至っている。
UNRWAは難民が人道支援を受けられるように難民の地位の定義を変えるように取組んできた。パレスチナ難民とは、1946年6月1日から1948年5月15日の間にパレスチナに住んでおり、その家と生計を失った者とその子孫であることと定義される。1948年12月11日の国連総会決議194 (III) では帰還権や補償を受けるには適格性が求められるが、UNRWAによるものはそれより緩やかである。全てのパレスチナ難民はUNRWAに登録され、支援が必要なものはサービス利用者となる。2013年1月1日時点でUNRWAの登録難民は約500万人である。
UNRWAは、58の認められた難民キャンプで援助を行っている。難民キャンプでは1952年までイスラエル領内の避難民にも援助が行われていた。難民キャンプは当初テント村だったものが外見では都市スラムかコンクリートの要塞か分からないものにまで発展した。難民の29％は難民キャンプに住む。UNRWAは認められた難民キャンプ外に住む多くの登録難民にも支援を提供している。あるキャンプが UNRWAに認められるにはUNRWAとホスト国政府の間でキャンプの使用に関する協定が必要となっている。UNRWAは自らで難民キャンプを運営せず、警察権や行政権を持たず、サービスのみを提供する。

## 組織と運営
UNRWAは国際連合機関の中でも最大の組織であり、総職員は約33,000人を数える。その内の99%はパレスチナ人の現地職員である。本部は、パレスチナのうちガザ地区の中心都市であるガザと、ヨルダンの首都アンマンに置かれている。
UNRWAの予算は年間数億米ドルであり、そのほとんどは支援国が拠出している。ごく一部が国連から提供される。2012年度は6.55億ドルであり、最大はアメリカ合衆国（米国）の2.33億ドル、次いで欧州連合（EU）欧州委員会の2.04億ドル、その他イギリスやスウェーデンなどが続く。
UNRWAは国連総会の補助機関であり、その権限は3年毎に更新される。

## 活動
UNRWAの活動は教育、保健、救急、社会福祉であり、マイクロクレジット融資も行っている。

### 教育
UNRWAは703の学校を運営しており、中東でも最大規模の学校システムとなっており、教師および支援職員は22,885人である。1950年以来パレスチナ難民への初等中等教育の主な提供者である。教育はUNRWAの最大の事業であり、予算の半分と職員の8割近くがこれにあたる。基礎教育は、15歳までに無料で全ての登録難民のこどもが受けることができる。2013年の生徒は約49万人である。UNRWAのカリキュラムはホスト国のものに準拠している。これはUNRWAの生徒がホスト国の地元で成人教育や就職に進むことを可能にし、またホスト国の国家主権的な要求にも適うものである。
1960年代ではUNRWAの学校はこの地域で最初に男女平等を達成した学校となった。40人から50人の過密な学級が一般的であり、UNRWA のほぼ全ての学校は二交代制である。全ての難民のこどもがUNRWAの学校に通うわけではない。ヨルダンとシリアではこどもたちは住居に近いためにその国の学校に通う。UNRWAは合わせて約6,200人の学生を受け入れる9つの職業・技術訓練所と2つの教員養成大学も運営している。

### 救済、福祉
パレスチナ人の難民社会では男性の稼ぎ手のいない家庭は非常に弱い。未亡人、離婚女性、障害者の父を持つ家庭はおよそ貧困である。UNRWAは、これらの家族に食糧援助、資金援助と保護施設を提供する。

### 保健
全体で144の診療所を有し、約500名の医師と1,000名近い看護師が携わっている。その内、ガザの診療所は22か所となっている（2019年時点）。なお2010年に清田明宏が保健局長に就任（WHOからの出向）し、アンマンを拠点として現在（2024年3月段階）まで勤めている。

## 活動への障害

### 戦火による影響
2009年には、イスラエル軍のガザ侵攻による職員死亡を理由に、人道援助活動を3日間、全面停止した。
2023年には、ガザ地区を実効支配するハマースによる対イスラエル奇襲への反撃で、開戦後1カ月でガザ地区駐在の国連職員が100人以上死亡し、同年11月13日に追悼が行なわれた。

### 米国トランプ政権での資金拠出停止
2017年12月、アメリカ合衆国（米国）のドナルド・トランプ政権（第一次）がエルサレムをイスラエルの首都と認めたことで、パレスチナとは断交状態に陥り、これに対し米国はUNRWAに対する支援を打ち切った。2017年に米国は合計10.5億ドルの支援金のうち3.5億ドル以上を拠出したが、2018年は年初に拠出予定だった1.25億ドルのうち0.65億ドルの支払いを凍結すると1月に発表し、同年9月、トランプ政権は資金拠出の全面中止と、難民と認定されるパレスチナ人の数の大幅削減を要求することも決め、2019年からは資金拠出を完全に停止した。2019年6月25日、UNRWAは国連本部で資金調達のための会合を開くが、同末に活動が立ちゆかなくなる可能性があることが報じられた。2020年1月28日には米国とイスラエルが共同でイスラエル・パレスチナ紛争の和平案を発表し、その内容は全面的にイスラエルの主張に沿ったもので、UNRWAの存在自体を否定し、解体するよう主張したほか、パレスチナ難民の帰還権も認めないと主張した。
2021年1月に米国でジョー・バイデン政権が発足し、4月にはUNRWAへの1.5億ドルを含む2.35億ドルをパレスチナ支援として拠出することを発表し、関係修復へと動いた。

### 不祥事
2019年夏にピエール・クレヘンビュール事務局長に不当な縁故主義や職権乱用の疑惑が発覚し、スイスやオランダなども資金拠出の停止に動き、同年11月6日に辞任が発表された。

### 2023年イスラエルへの攻撃への関与の疑いとイスラエルの対応
2024年1月26日、イスラエルの告発を受けUNRWAはハマースによる2023年10月7日のイスラエル奇襲に複数の職員が関与した疑いがあるとして、調査を開始したと明らかにした。また、疑惑の対象となった職員を解雇したと発表した。人数や疑いの内容については明かさなかった。米国務省によると職員12人が関与した可能性があり、詳細を把握し国連の対応が終わるまではUNRWAへの資金拠出を停止すると発表した。これを皮切りに各国も資金拠出の一時停止を次々に表明し、27日までに米国の他にカナダ、イギリス（英国）、オーストラリア、イタリア、フィンランド、オランダ、スイス、ドイツが、
28日には日本国外務省が一時停止を表明。小林麻紀外務報道官の談話として、UNRWAに対する疑惑について極めて憂慮しているとし、本来の役割を果たせるよう調査が迅速かつ完全な形で実施され、適切な対応が取られることを強く求めた。
1月30日までに計18か国が資金拠出を停止する事態になった。
イスラエルの首相ベンヤミン・ネタニヤフは、UNRWAの役割が終わったと認識すべき時が来たとしてUNRWAの解体要求にまで踏み込んだ。
しかし他のEU諸国はUNRWAへの拠出金を増額し、ポルトガルは100万ユーロ、スペインは350万ユーロ、アイルランドは2,000万ユーロをそれぞれ約束した。アイルランドのマイケル・マーティン（Micheál Martin）外務大臣は「ガザでは、私たちは人道上の大惨事を目撃している。人々は最も基本的な救命措置を緊急に必要としている」と述べ、これに対して「UNRWAは人道的対応の根幹である」と続けた。同時にマーティン外相は「イスラエルの偽情報キャンペーン」に基づく他国の援助停止を批判し、「国際司法裁判所はイスラエルに対し、緊急に必要とされる基本的サービスと人道支援の提供を可能にするよう命じた」と指摘した。食料への権利に関する国連特別報告者（en）のマイケル・ファクリ氏（Michael Fakhri）は、「（国連の国際司法裁判所が）イスラエルがガザで大量虐殺を犯しているとの主張のもっともらしさを認めた（ガザ地区におけるジェノサイド条約適用事件）日の翌日、一部の国はたった数人の職員への疑いを理由に、UNRWAへの資金提供を一時停止する決定を下した。これは220万人以上のパレスチナ人への集団的懲罰になる」とコメントした。
パレスチナ当局は、イスラエルがガザのUNRWAの評判を落とすために「情報を改ざんしている」と非難しており、専門家らは「イスラエルの主張はまだ検証されていない」と述べた。UNRWAとハマースが関係を有している、とするイスラエルの主張に証拠はない 。米紙『ウォール・ストリート・ジャーナル』によれば、米国の諜報機関は「独自に検証することはできなかったが、告発は信憑性がある」と考えている。ただし、米国の諜報機関はUNRWAがハマスと幅広く協力しているとの告発には疑問を呈した。
2月10日、イスラエル軍はUNRWA本部の敷地内にハマースの地下トンネルやデータセンターが発見されたと発表し、「UNRWAのオフィスが実際にはハマースによって使用されていた」と主張した。また、地下トンネルの電気設備はUNRWAの本部に接続されており、UNRWAから電力が供給されていた可能性もあるとしている。これを受け、UNRWAのラザリーニ事務局長は同日、X（旧Twitter）に「UNRWAは本部の地下に何があるか知らなかった」と投稿した。イスラエル軍にハマースのトンネルへと案内された記者によると、トンネルとハマースのデータセンターは繋がっていなかったという。そしてイスラエル軍がハマースのデータセンターと主張するUNRWA地下施設には、太陽光パネルの設備があった。
イスラエル当局による支援物資の拒否により、ガザ北部での飢餓状態が急速に進行、警備をイスラエル軍に攻撃された支援トラックに対し略奪などが横行、UNRWA、世界食糧計画（WFP）が北部ガザへの支援を停止する事態となり、餓死者が出始める。2月29日、民間支援トラックに集まったガザ市民に対してイスラエル軍が銃撃をし、115人死亡、760人以上が負傷する事件が発生した。この際、UNRWAに変わる組織は他に無いと世界に再認識された。バイデン大統領は、ネタニヤフ政権が罪のない命を無視していることについて「イスラエルを傷つけている」と非難した。ガザ北部での飢餓悪化を食い止めるため、支援物資の空中投下や浅橋設置による「海上回廊計画」が進行した。しかし4月2日にイスラエル軍の空襲により、国際援助活動家6名とパレスチナ人運転手1名が死亡。米国に本拠を置く支援団体ワールド・セントラル・キッチン（WCK）は同地域での事業を直ちに停止すると発表した。この空爆は、飢餓が差し迫っている北部ガザへの立ち入りに対するイスラエルの制限を受けて開発された海路での援助物資輸送の取り組みにとって大きな後退となった。
3月1日、国連内部監査部OIOSは、最初に提示された決定的ではない証拠以外には、その証拠を裏付ける別の証拠（corroborating material）はまだ提示されていないと話した。
国連機関の報告書は、イスラエルの拘留から解放された職員の一部が、イスラエル当局から拷問を受け、「UNRWAがハマスと関係があり、職員が10月7日の攻撃に参加した」と虚偽の発言をさせられたと発表した。3月にはカナダとスウェーデン、オーストラリアが資金拠出を再開した。3月20日、UNRWAを調査する独立調査団は、中間報告書を国連事務総長に提出した。フィンランドが資金拠出を再開した。日本は、ラザリーニ事務局長からUNRWAの中立性確保のための改善策の説明を受けたあと、4月に資金拠出を再開した。オーストラリア当局による資金凍結時の話では、オーストラリア政府は米政府の資金凍結の報告を受けそれに続いたが、UNRWA職員に対する「申し立てが何なのか理解しよう」と奔走したものの、公知の貴重なものは何も見つからなかったという。
イスラエルの申し立てを受けて、国連から委託された元フランス外務大臣カトリーヌ・コロナ主導による独立調査団の「中立の人道的原則の遵守を保証するUNRWAによる仕組みと手続きについて」の最終報告書が4月22日に発表された。その中で、イスラエルはUNRWAの職員多数がテロ組織に関与していたという自らの主張の裏付けとなる証拠をまだ提供しておらず、UNRWAが提供していた職員リストに対してイスラエル政府が2011年以降いかなる懸念もUNRWAに通知していなかったとしている。報告書は、UNRWAが中立性を確保する仕組みを多く導入していると評価した。その一方で、イスラエルの国名が記載されていない地図を使用するなど教科書記述の約4％に偏った表現が見られることや、職員組合の組織運営の改革等、50項目の改善点を勧告した。またUNRWAの施設が政治的・軍事的目的で悪用されることがあり、中立性が損なわれているという。
上記調査団のコロナ報告書発表を受け、ドイツが資金拠出を再開した。イスラエル紙『ハアレツ』によると、イスラエル高官は、UNRWAへの国際資金提供に反対するイスラエルのキャンペーンが失敗に終わったことを認めたという。
2024年5月9日、東エルサレムにあるUNRWA本部の建物が、イスラエルの過激派に放火された。
5月23日、EU外務・安全保障政策上級代表（外交政策責任者）のジョセップ・ボレルは、EUのすべての援助国がUNRWAへの資金提供を再開したと述べた。5月25日、EU加盟国のイタリアが資金提供を再開すると発表した。5月27日、UNRWAのラザリーニ事務局長は「EU加盟国、日本、オーストラリア、カナダの14の援助国が同機関への寄付を再開したが、米国と英国からはまだ再開の報告がない」と述べた。米国は、3月に成立した法律で2025年3月25日までUNRWAへの寄付（資金提供）を禁止している。
5月27日、ガザ地区のパレスチナ民間防衛隊は、ラファにあるUNRWA倉庫付近のパレスチナ避難民のテントに対するイスラエル軍の夜間の攻撃による死者数が45人に上り、この攻撃はアラブ諸国と西側諸国で非難を巻き起こしていると述べた。
7月の選挙で政権が交代した英国のキア・スターマー内閣は、7月19日、UNRWAへの資金援助を再開すると発表し、イスラエルに対してガザ地区へのさらなる援助を認めるよう求めた。
7月22日、イスラエル立法府（クネセト）はUNRWAをテロ組織として認定する法案を暫定的に承認した（ロイター通信の報道による）。
8月5日、国連内部監査部OIOSによる調査が終了し、国連は、2023年10月7日のイスラエルへの攻撃に関与した疑いでUNRWA職員9人を解雇したと発表した。『Times of Israel』によれば、1月に解雇された職員も含まれている。イスラエルはUNRWAを非難し、また19人しか捜査の対象にならなかったことについて国連を非難、「ほかにもたくさん容疑者はいる」と主張した。
9月30日、イスラエル軍はレバノン南部を空爆し、ハマース支部の幹部を殺害した。爆撃後、UNRWAは死亡した幹部が職員であったことを認め、2024年3月から休職処分にしていたことを明らかにした。ハマス幹部だったことについては「初めて聞いた」と釈明した。

#### イスラエルのUNRWA活動禁止法
2024年10月28日、イスラエル立法府はUNRWAの国内での活動を禁止する法案を可決した。占領地のガザやヨルダン川西岸地区、東エルサレムと国内での活動を禁じる内容で、イスラエル政府関係者がUNRWAと接触することも禁止した。2025年1月28日にはイスラエルのダニー・ダノン国際連合大使が、同法が1月30日に施行されることを念頭に、48時間以内にUNRWAとの協力や接触を断つとしてイスラエルからの退去を要請した。